# The Commercial Album
Albums de The Residents
Eskimo
(1979) Mark of the Mole
(1981)
The Commercial Album est le titre d'un album de Residents sorti en 1980.
La particularité de cet album provient du fait qu'il comprend 40 chansons (ce qui est beaucoup pour un vinyle, à l'origine) qui durent toutes approximativement une minute. La pochette de l'album représente face à face John Travolta et Barbra Streisand, avec, à la place de leurs yeux, les globes oculaires portant un costume qui sont l'effigie du groupe.

## Titres
1. Easter Woman
2. Perfect Love
3. Picnic Boy
4. End of Home
5. Amber
6. Japanese Watercolor
7. Secrets
8. Die in terror
9. Red Rider
10. My second wife
11. Floyd
12. Suburban bathers
13. Dimples and Toes
14. The nameless souls
15. Love leaks out
16. Act of being polite
17. Medicine Man
18. Tragic Bells
19. Loss of Innocence
20. The Simple Song
21. Ups and Downs
22. Possessions
23. Give it to someone else
24. Phantom
25. Less not more
26. My Work is o behind
27. Birds in the trees
28. Handfull of Desire
29. Moisture
30. Love is ...
31. Troubled man
32. La La
33. Loneliness
34. Nice old man
35. The Talk of Creatures
36. Fingertips
37. In between dreams
38. Margaret Freeman
39. The Coming of the Crow
40. When we were young

## Musiciens
- The Residents : compositions, textes, production
- Fred Frith : invité.
- Snakefinger
- Chris Cutler
- Don Jackowich
- Sandy Sandwich
- Mud's Sis
- Special secret appearences : ?????